# Гернсі (Вайомінг)
Гернсі (англ. Guernsey) — місто (англ. town) в США, в окрузі Платт штату Вайомінг. Населення — 1130 осіб (2020).

## Географія
Гернсі розташоване за координатами 42°15′53″ пн. ш. 104°44′34″ зх. д. / 42.26472° пн. ш. 104.74278° зх. д. (42.264791, -104.742889).  За даними Бюро перепису населення США в 2010 році місто мало площу 2,69 км², з яких 2,65 км² — суходіл та 0,04 км² — водойми.

## Демографія
Згідно з переписом 2010 року, у місті мешкало 1147 осіб у 504 домогосподарствах у складі 315 родин. Густота населення становила 427 осіб/км².  Було 581 помешкання (216/км²).
Расовий склад населення:
| - 93,6 % — білих - 0,5 % — корінних американців - 0,4 % — азіатів - 0,2 % — чорних або афроамериканців - 3,5 % — осіб інших рас |

До двох чи більше рас належало 1,7 %. Частка іспаномовних становила 13,1 % від усіх жителів.
За віковим діапазоном населення розподілялося таким чином: 21,7 % — особи молодші 18 років, 60,1 % — особи у віці 18—64 років, 18,2 % — особи у віці 65 років та старші. Медіана віку мешканця становила 44,6 року. На 100 осіб жіночої статі у місті припадало 92,8 чоловіків;  на 100 жінок у віці від 18 років та старших — 99,1 чоловіків також старших 18 років.
Середній дохід на одне домашнє господарство  становив 56 742 долари США (медіана — 51 384), а середній дохід на одну сім'ю — 65 584 долари (медіана — 56 786). Медіана доходів становила 57 500 доларів для чоловіків та 21 964 долари для жінок. За межею бідності перебувало 22,3 % осіб, у тому числі 55,3 % дітей у віці до 18 років та 4,7 % осіб у віці 65 років та старших.
Цивільне працевлаштоване населення становило 475 осіб. Основні галузі зайнятості: транспорт — 25,3 %, мистецтво, розваги та відпочинок — 21,9 %, роздрібна торгівля — 13,5 %, освіта, охорона здоров'я та соціальна допомога — 13,3 %.
За даними перепису 2000 року,
на території муніципалітету мешкало 1147 людей, було 504 садиб та 312 сімей.
Густота населення становила 413,9 осіб/км². Було 612 житлових будинків.
З 504 садиб у 30,4% проживали діти до 18 років, подружніх пар, що мешкали разом, було 49,0 %,
садиб, у яких господиня не мала чоловіка — 9,9 %, садиб без сім'ї — 37,9 %.
Власники 33,3 % садиб мали вік, що перевищував 65 років, а в 15,7 % садиб принаймні одна людина була старшою за 65 років.
Кількість людей у середньому на садибу становила 2,28, а в середньому на родину 2,89.
Середній річний дохід на садибу становив 30 758 доларів США, а на родину — 38 958 доларів США.
Чоловіки мали дохід 37 778 доларів, жінки — 17 656 доларів.
Дохід на душу населення був 14 897 доларів.
Приблизно 7,6 % родин та 10,9 % населення жили за межею бідності.
Серед них осіб до 18 років було 11,7 %, і понад 65 років — 19,6 %.
Середній вік населення становив 40 років.